# Martin Carney
Martin Carney (2 de julio de 1946) es un expiloto de motociclismo inglés, que compitió en el Campeonato Mundial de Motociclismo desde 1965 hasta 1971. Su mejor resultado fue un podio en el Gran Premio de Alemania del Este de 1970 de 500cc. Al retirarse en 1971, se dedicó a la importación en Estados Unidos a la vez que fue piloto y mecánico de pruebas para servicios tecnológicos en el motociclismo.

## Resultados en el Mundial de Velocidad
Sistema de puntos desde 1969 a 1987:
| Posición | 1.º | 2.º | 3.º | 4.º | 5.º | 6.º | 7.º | 8.º | 9.º | 10.º |
| Puntos   | 15  | 12  | 10  | 8   | 6   | 5   | 4   | 3   | 2   | 1    |

| Año  | Categoría | Equipo    | 1       | 2       | 3       | 4       | 5       | 6     | 7     | 8     | 9     | 10      | 11    | 12    | 13    | Puntos | Pos. |
| ---- | --------- | --------- | ------- | ------- | ------- | ------- | ------- | ----- | ----- | ----- | ----- | ------- | ----- | ----- | ----- | ------ | ---- |
| 1965 | 125cc     | Bultaco   | USA -   | GER -   | ESP -   | FRA -   | IOM 26  | NED - |       | RDA - | CZE - | ULS -   | FIN - | NAT - | JPN - | 0      | -    |
| 1966 | 50cc      | Derbi     | ESP 7   | GER -   |         | NED -   |         |       |       |       |       | IOM -   | NAT - | JPN - |       | 0      | -    |
| 1966 | 125cc     | Bultaco   | ESP 8   | GER -   |         | NED -   |         | RDA - | CZE - | FIN - | ULS - | IOM -   | NAT - | JPN - |       | 0      | -    |
| 1966 | 250cc     | Bultaco   | ESP 8   | GER -   | FRA -   | NED -   | BEL -   | RDA - | CZE - | FIN - | ULS - | IOM -   | NAT - | JPN - |       | 0      | -    |
| 1967 | 50cc      | Derbi     | ESP -   | GER -   | FRA -   | IOM Ret | NED -   | BEL - |       |       |       |         |       |       | JPN - | 0      | -    |
| 1967 | 125cc     | Bultaco   | ESP -   | GER -   | FRA -   | IOM 10  | NED -   |       | RDA - | CZE - | FIN - | ULS -   | NAT - | CAN - | JPN - | 0      | -    |
| 1967 | 250cc     | Bultaco   | ESP -   | GER -   | FRA -   | IOM Ret | NED -   | BEL - | RDA - | CZE - | FIN - | ULS -   | NAT - | CAN - | JPN - | 0      | -    |
| 1968 | 125cc     | Bultaco   | GER -   | ESP -   | IOM Ret | NED 14  |         | RDA - | CZE - | FIN - | ULS - | NAT -   |       |       |       | 0      | -    |
| 1968 | 250cc     | Kawasaki  | GER -   | ESP -   | IOM Ret | NED -   | BEL -   | RDA - | CZE - | FIN - | ULS - | NAT -   |       |       |       | 0      | -    |
| 1968 | 350cc     | Aermacchi | GER -   |         | IOM Ret | NED -   |         | RDA - | CZE - |       | ULS - | NAT -   |       |       |       | 0      | -    |
| 1969 | 125cc     | Shepherd  | ESP -   | GER -   | FRA -   | IOM Ret | NED -   | BEL - | RDA - | CZE - | FIN - |         | NAT - | YUG - |       | 0      | -    |
| 1969 | 350cc     | Shepherd  | ESP -   | GER -   |         | IOM Ret | NED -   |       | RDA - | CZE - | FIN - | ULS -   | NAT - | YUG - |       | 0      | -    |
| 1970 | 350cc     | Kawasaki  | GER Ret |         | YUG -   | IOM Ret | NED -   |       | RDA - | CZE - | FIN - | ULS -   | NAT - | ESP 9 |       | 2      | 41.º |
| 1970 | 500cc     | Kawasaki  | GER Ret |         | YUG -   | IOM Ret | NED -   |       | RDA 3 | CZE - | FIN - | ULS 6   | NAT - | ESP 6 |       | 20     | 12.º |
| 1971 | 500cc     | Kawasaki  | AUT -   | GER Ret | IOM -   | NED -   | BEL Ret | RDA - |       | SWE - | FIN - | ULS Ret | NAT - | ESP - |       | 0      | -    |